# Care the People
Care the People è una Onlus italiana operante in Vietnam, nella città di Đà Nẵng.

## L'organizzazione
Fondata nel 2002 come organizzazione sanitaria da un medico italiano, Enzo Falcone, e da sua moglie Luu Thi Minh Tam insieme a un gruppo di professionisti milanesi operanti in vari ambiti. Care the People ha sostenuto la costruzione di un ospedale (Carlo Urbani), un centro per bambini (Casa del Sorriso), una mensa per i poveri, ha organizzato corsi vocazionali, minicrediti, costruzioni di case e ristrutturazioni di abitazioni fatiscenti.
Attualmente è operativa in ambito socio sanitario e assistenziale, con progetti rivolti in particolare ai bambini disagiati e alle donne in condizioni di povertà estrema in Vietnam.

## Filosofia
La missione di Care the People è la riduzione della povertà e delle sue cause prime. Tutti i programmi di Care the People sono a lungo termine, portati avanti da locali e individui che conoscono bene la realtà locale, e mirano a far raggiungere l'autosufficienza economica ai destinatari dei progetti.  L'associazione è convinta che solo la presenza diretta sul territorio possa garantire al meglio la continuità, il controllo e l'evoluzione dei propri progetti, nonché l'identificazione di nuove necessità. Care the people è un'organizzazione piccola e flessibile, che rifiuta fondi governativi per poter agire senza subire alcuna influenza politica. L'organizzazione si finanzia tramite donazioni private.

## Progetti
Il progetto "Fammi andare a scuola" è dedicato all'educazione di bambini e ragazzi e alle loro famiglie, tramite borse di studio e aiuti diretti. Sostiene circa 140 bambini, supportandoli per la durata del corso di studi, dalla scuola primaria all'università.
Il progetto “Casa del Sorriso 2” è una casa di accoglienza per bambini e ragazzi la cui situazione famigliare non permette l'inserimento nel progetto Fammi andare a scuola. Questo progetto è ideato per seguire i bambini durante l'intero percorso scolastico di crescita, sostenendoli poi durante i loro studi universitari. Tutti i bambini sono seguiti da un gruppo locale, col contributo di volontari ed esperti.
Il progetto “Aiutiamoli ad Aiutarsi”, tramite l'acquisto diretto di materiali, utensili o animali, aiuta l'avvio di una piccola attività in proprio di uno o più membri della famiglia. Il progetto è diretto a famiglie povere che abitano in città o in zone rurali per offrire un'opportunità di lavoro a famiglie in difficoltà e renderle autonome ed esempio per le altre.